# Cotogchoa
Cotogchoa ist ein südöstlicher Vorort der ecuadorianischen Hauptstadt Quito und eine von zwei Parroquias rurales („ländliches Kirchspiel“) im Kanton Rumiñahui der Provinz Pichincha. Die Parroquia Cotogchoa besitzt eine Fläche von 36,55 km². Die Einwohnerzahl lag im Jahr 2010 bei 3937.

## Lage
Die Parroquia Cotogchoa liegt in den Anden an der südöstlichen Peripherie des Ballungsraumes Quito. Das Areal erstreckt sich entlang der NNO-Flanke des 4200 m hohen Vulkans Pasochoa und reicht im äußersten Süden bis zu dessen Gipfel. Das Gebiet wird nach Norden zum Río San Pedro entwässert. Der etwa 2580 m hoch gelegene Hauptort Cotogchoa befindet sich 4 km südlich vom Kantonshauptort Sangolquí sowie 17,5 km südsüdöstlich vom Stadtzentrum der Hauptstadt Quito. Die Fernstraße E35 (Latacunga–Ibarra) führt 2 km nordwestlich an Cotogchoa vorbei.
Die Parroquia Cotogchoa grenzt im Norden und im Nordosten an Sangolquí, im Südosten an die Parroquia Rumipamba, im äußersten Süden an die Parroquias Tambillo und Uyumbicho (beide im Kanton Mejía) sowie im Westen an die Parroquia Amaguaña (Kanton Quito).

## Geschichte
Die Parroquia Cotogchoa wurde gemeinsam mit dem Kanton Rumiñahui am 31. Mai 1938 gegründet. Die kirchliche Pfarrei wurde am 27. Juli 1996 gegründet.